# Pouilly-les-Nonains
Pouilly-les-Nonains is een gemeente in het Franse departement Loire (regio Auvergne-Rhône-Alpes). De plaats maakt deel uit van het arrondissement Roanne. Pouilly-les-Nonains telde op 1 januari 2022 2.165 inwoners.

## Geografie
De oppervlakte van Pouilly-les-Nonains bedroeg op 1 januari 2022 10,23 vierkante kilometer; de bevolkingsdichtheid was toen 211,6 inwoners per km².

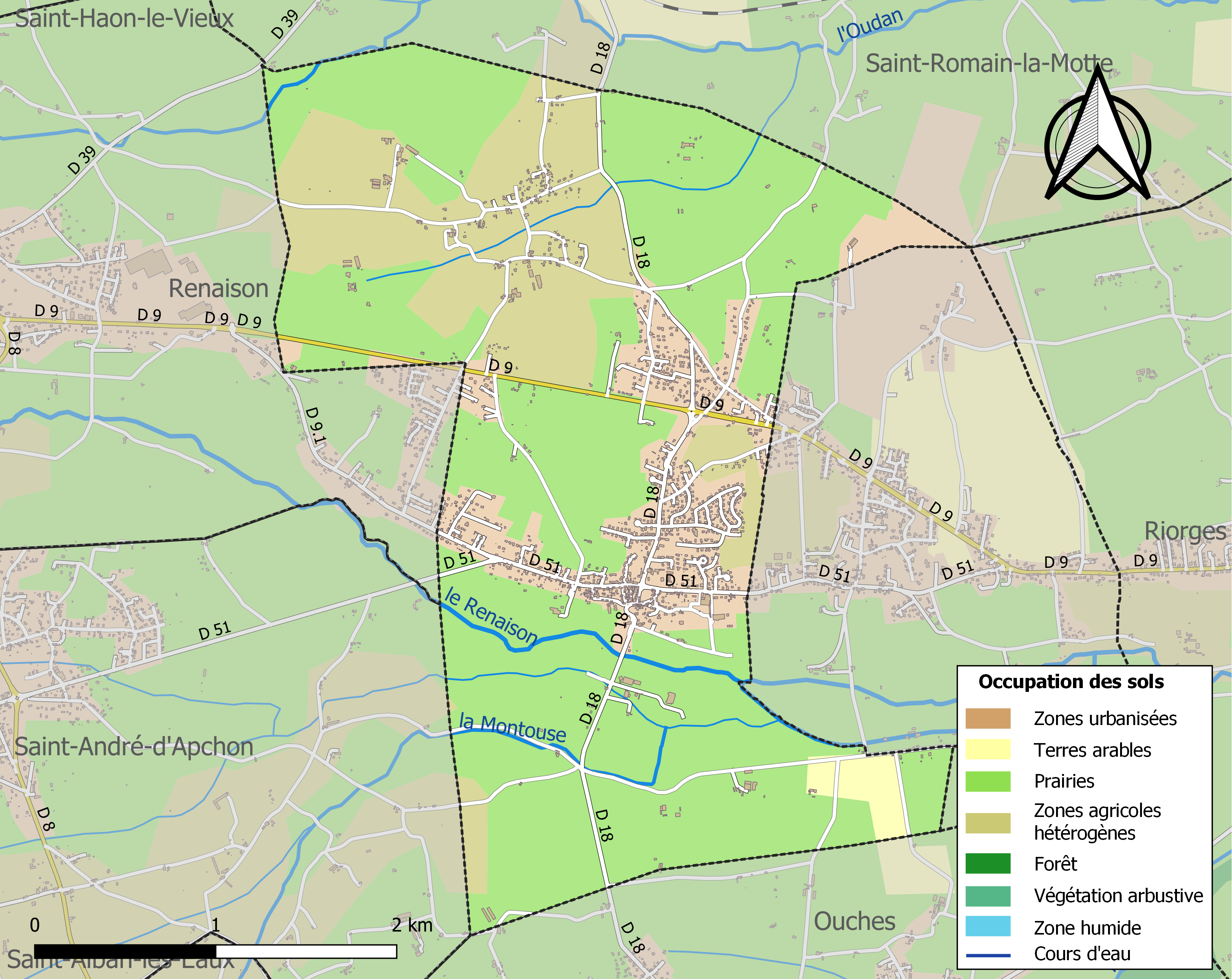
Kaart van de gemeente met de belangrijkste infrastructuur, bodemgebruik en omliggende gemeenten

## Demografie
Onderstaande figuur toont het verloop van het inwonertal (bron: INSEE-tellingen).